# Шура Балаганов
Шура Балаганов — один з центральних героїв роману Ільфа і Петрова «Золоте теля», шахрай без фантазії, дрібний злодюжка і самозванець, «молочний брат» Остапа Бендера і його компаньйон в операції з відбирання грошей у підпільного мільйонера Корейка. Обіймав відповідальні посади: спочатку бортмеханіка автопробігу Арбатов-Чорноморськ, а потім уповноваженого з копит Чорноморського відділення Арбатовської контори по заготівлі рогів і копит.
Останнім часом перед зустріччю з Бендером Балаганов промишляв тим, що був у провінційних органах влади, називав себе сином лейтенанта Шмідта і отримував від імені свого «батька»-революціонера дрібні блага і субсидії. Балаганову належить заслуга укладення «Сухаревської конвенції», яка поклала край конкуренції між тридцятьма чотирма професійними «дітьми лейтенанта Шмідта». Навесні 1928 року Балаганов зібрав побратимів по професії в Москві, в трактирі біля вежі Сухарева, територію СРСР поділили на ділянки, розіграли їх за жеребом, і кожен з самозванців міг спокійно обробляти свою ниву, не побоюючись непорозумінь. Бендер, не бажаючи того, вторгся на ділянку Балаганова і зустрівся зі своїм «братом» на початку літа 1930 року в кабінеті голови виконкому глухого міста Арбатова.
Саме Шура Балаганов розповів Бендеру про існування Корейка.
Восени 1930 року Бендер-мільйонер знайшов неохайного Балаганова на Рязанському вокзалі в Москві. Великий комбінатор видав вірному соратнику п'ятдесят тисяч рублів «на щастя», але природа взяла своє: Шура в той же день попався на копійчаній кишеньковій крадіжці. Подальша його доля невідома.
В даний час образ став прозивним і застосовується як характеристика недалеких і простуватих людей, схильних до дрібного шахрайства.

## Увічнення пам'яті
Пам'ятник синам лейтенанта Шмідта Остапу Бендеру і Шурі Балаганову відкрився в Бердянську (Запорізька область) в 2002 році. В руці у Балаганова гуртка з квасом, а поруч з Остапом — порожній стілець з написом «Пиво відпускається лише членам профспілки». Цей пам'ятник знаходиться недалеко від пам'ятника самому лейтенанту Шмідту, який навчався у Бердянській гімназії. Петро Шмідт, батько П. П. Шмідта, наприкінці XIX століття був начальником міста Бердянська і його порту на Азовському морі.
У грудні 2012 року скульптура Шури Балаганова встановлена в Бобруйську.
Під псевдонімом «Шура Балаганов» виступає артист Олександр Кривоносов.